# Jeu de l'année

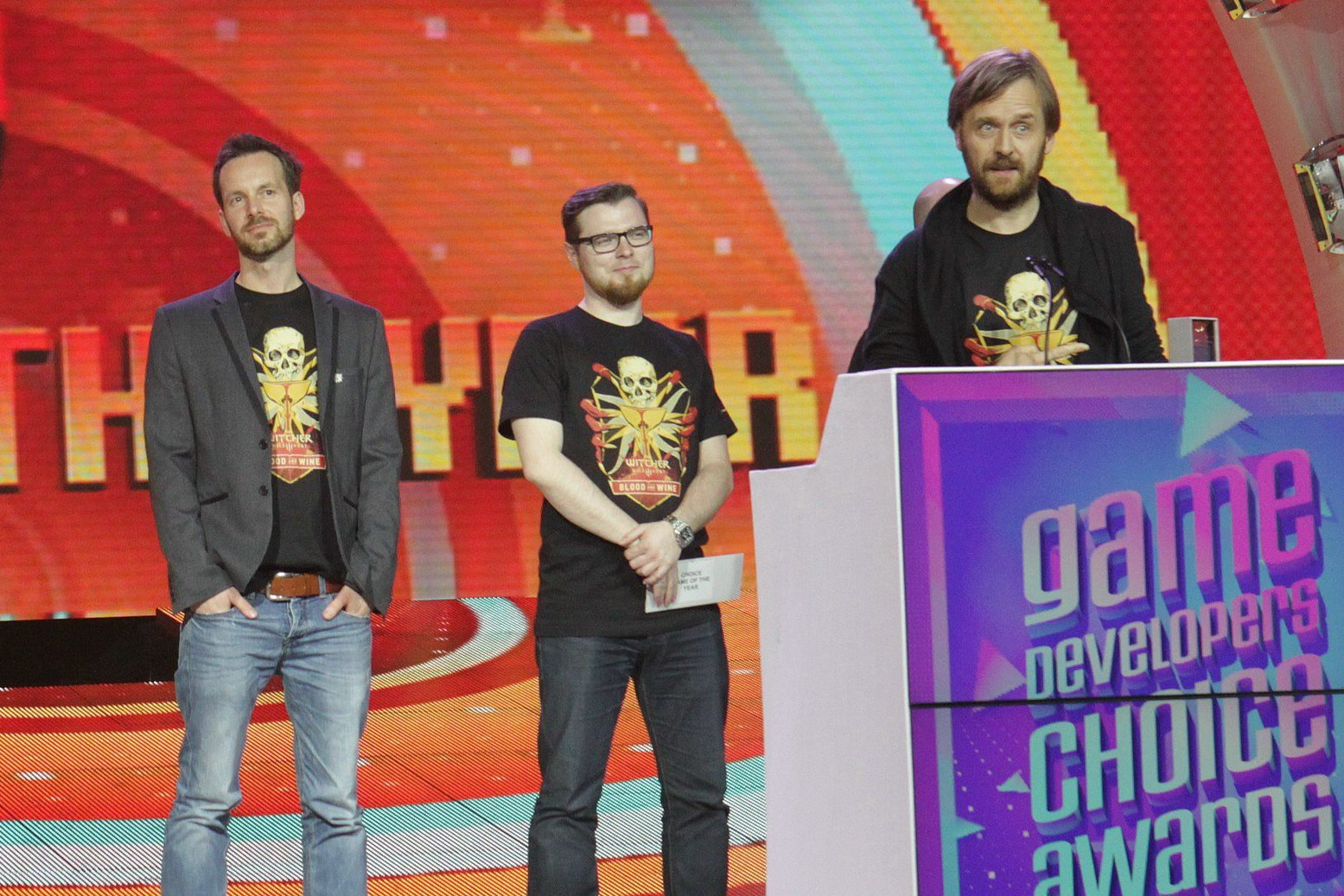
Réception du prix de « jeu de l'année » aux Game Developers Choice Awards de 2016, reçu cette année-là par le studio CD Projekt pour The Witcher 3: Wild Hunt.

Le terme de jeu vidéo de l'année, souvent délaissé au profit de son équivalent en anglais Game of the Year (« GOTY »), est utilisé à partir des années 2000 et 2010 dans l'industrie vidéoludique pour désigner le meilleur jeu vidéo sorti durant une année calendaire. Le titre de « meilleur jeu », moins répandu mais qu'il arrive à la presse ou la profession d'utiliser, lui est strictement équivalent.
Comme il existe autant de lauréats possibles que de médias ou cérémonies de récompenses décernant le titre, il arrive fréquemment que de nombreux jeux différents portent ce titre la même année et l'utilisent en parallèle dans leurs campagnes promotionnelles.
Dans les années 2020, jusqu'à près de 500 titres de GOTY sont distribués par an ; en cas de grand succès critique et populaire, un même jeu peut prétendre à en obtenir plusieurs centaines, comme Elden Ring (2022) qui détient le record de 324 titres reçus.

## Historique
Ce terme est parfois repris par les studios de jeu vidéo eux-mêmes et non par un média extérieur. À partir des années 2010, l'obtention d'un tel titre sert souvent de prétexte à commercialiser une réédition du jeu de base  agrémenté de contenus additionnels tels que tous les DLC sortis depuis ses débuts. Celle-ci est alors dénommée « édition Jeu de l'année ».
Il n'y a pas de règlement quant à l'utilisation du terme, mais les jeux qui l'appliquent dans leurs campagnes promotionnelles attendent généralement de disposer de plusieurs titres provenant de médias différents avant de le clamer. Du fait de la variété d'entités décernant des titres de GOTY, cependant, le titre est parfois galvaudé par des jeux de moindre qualité qui l'utilisent purement à des fins promotionnelles.
En 2023, le jeu ayant remporté le plus de titres de « jeu de l'année » est Elden Ring. Sorti en 2022, le jeu japonais reçoit 324 titres de GOTY : 281 titres décernés par la presse, et 43 provenant de sondages auprès du public. Il est suivi de The Last of Us Part II, qui a reçu selon différentes sources 322 titres, ou bien 300 des 576 titres décernés l'année de sa sortie, en 2021.
Une étude portant sur les gagnants du Game Award du jeu de l'année de 2014 à 2023 montre que ce prix est généralement attribué à un jeu ayant une note globale d'au moins 90/100 sur l'agrégateur Metacritic, publié par un éditeur d'envergure — donc non pas un jeu indépendant —, appartenant au genre du jeu d'action-aventure ou du jeu de rôle, avec une forte attention portée à la narration, et sans mode multijoueur.

## Récompenses et cérémonies

### Czech Game of the Year Awards(en)[5]
| Année | Jeu de l'année                            | Genre                  | Plateforme                                                                      | Développement        |
| ----- | ----------------------------------------- | ---------------------- | ------------------------------------------------------------------------------- | -------------------- |
| 2010  | Mafia II                                  | Jeu d'action-aventure  | Microsoft Windows, PlayStation 3, Xbox 360                                      | 2K Czech             |
| 2011  | Family Farm                               | Stratégie              | Microsoft Windows                                                               | Hammerware           |
| 2012  | Dead Trigger                              | First-person shooter   | iOS, Android                                                                    | Madfinger Games      |
| 2012  | Botanicula                                | Jeu d'aventure         | Microsoft Windows, OS X, iOS, Android                                           | Amanita Design       |
| 2013  | ArmA III                                  | Tactical shooter       | Microsoft Windows, OS X, Linux                                                  | Bohemia Interactive  |
| 2013  | Lums: The Game of Light and Shadows       | Jeu d'arcade           | iOS                                                                             | Hyperbolic Magnetism |
| 2014  | Medieval Engineers                        | Sandbox                | Microsoft Windows, OS X                                                         | Keen Software House  |
| 2014  | Dex                                       | Action RPG Platformer  | Microsoft Windows, OS X, Linux, Ouya, PlayStation 4, PlayStation Vita, Xbox One | Dreadlocks Ltd       |
| 2014  | Monzo                                     | Simulation             | iOS, Android                                                                    | Madfinger Games      |
| 2014  | Coraabia                                  | Jeu de cartes en ligne | Navigateur                                                                      | ARK8                 |
| 2015  | Factorio                                  | Real-time strategy     | Microsoft Windows, OS X, Linux                                                  | Wube Software        |
| 2015  | Rememoried                                | Art / Jeu d'aventure   | Microsoft Windows, OS X, Linux                                                  | Vladimír Kudělka     |
| 2015  | Czechoslovakia 1938–89: The Assassination | Educatif               | Microsoft Windows                                                               | Charles University   |
| 2016  | Samorost 3                                | Jeu d'aventure         | Microsoft Windows, OS X, iOS, Android                                           | Amanita Design       |
| 2017  | Attentat 1942                             | Jeu d'aventure         | Microsoft Windows, OS X                                                         | Charles University   |
| 2018  | Beat Saber                                | Rhythm                 | Microsoft Windows, PlayStation 4                                                | Beat Games           |

### D.I.C.E. Awards
Les D.I.C.E. Awards sont décernés par l'Academy of Interactive Arts & Sciences (AIAS).

### Electronic Gaming Awards(Arcade Awards)[13],[14]
| Année | Arcade                                | Standalone                            | Console                                                                          | Ordinateur                                                                       |
| ----- | ------------------------------------- | ------------------------------------- | -------------------------------------------------------------------------------- | -------------------------------------------------------------------------------- |
| 1979  | Space Invaders                        | Space Invaders                        | Space Invaders                                                                   | Space Invaders                                                                   |
| 1980  | Asteroids                             | Asteroids                             | Superman                                                                         | Superman                                                                         |
| 1981  | Pac-Man                               | Pac-Man                               | Asteroids                                                                        | Star Raiders                                                                     |
| 1982  | Tron                                  | Galaxian                              | Demon Attack                                                                     | David's Midnight Magic                                                           |
| 1983  | Pole Position                         | Q*bert                                | Under 16K: Ms. Pac-Man Over 16K: Lady Bug                                        | Lode Runner                                                                      |
| 1984  | Star Wars                             | Zaxxon                                | Space Shuttle                                                                    | Ultima III: Exodus                                                               |
| 1992  | Street Fighter II                     | Street Fighter II                     | NHLPA Hockey '93 Sonic the Hedgehog 2                                            | NHLPA Hockey '93 Sonic the Hedgehog 2                                            |
| 1993  | Street Fighter II Turbo Mortal Kombat | Street Fighter II Turbo Mortal Kombat | Mega Drive : Disney's Aladdin / Sonic Spinball SNES : Bubsy / Rock & Roll Racing | Mega Drive : Disney's Aladdin / Sonic Spinball SNES : Bubsy / Rock & Roll Racing |

### The Game Awards (anciennement Spike Video Game Awards)[16]
| Année | Jeu de l'année                          | Genre                | Plateforme                                                             | Développement           |
| ----- | --------------------------------------- | -------------------- | ---------------------------------------------------------------------- | ----------------------- |
| 2003  | Madden NFL 2004                         | Sports               | GameCube, Microsoft Windows, PlayStation, PlayStation 2, Xbox          | EA Tiburon              |
| 2004  | Grand Theft Auto: San Andreas           | Action-aventure      | PlayStation 2                                                          | Rockstar North          |
| 2005  | Resident Evil 4                         | Survival horror      | GameCube, PlayStation 2                                                | Capcom                  |
| 2006  | The Elder Scrolls IV: Oblivion          | Action-RPG           | Microsoft Windows, Xbox 360                                            | Bethesda Game Studios   |
| 2007  | BioShock                                | First-person shooter | Microsoft Windows, Xbox 360                                            | Irrational Games        |
| 2008  | Grand Theft Auto IV                     | Action-aventure      | Microsoft Windows, PlayStation 3, Xbox 360                             | Rockstar North          |
| 2009  | Uncharted 2: Among Thieves              | Action-aventure      | PlayStation 3                                                          | Naughty Dog             |
| 2010  | Red Dead Redemption                     | Action-aventure      | PlayStation 3, Xbox 360                                                | Rockstar San Diego      |
| 2011  | The Elder Scrolls V: Skyrim             | Action-RPG           | Microsoft Windows, PlayStation 3, Xbox 360                             | Bethesda Game Studios   |
| 2012  | The Walking Dead                        | Épisodique           | iOS, Microsoft Windows, MacOS, PlayStation 3, Xbox 360                 | Telltale Games          |
| 2013  | Grand Theft Auto V                      | Action-aventure      | PlayStation 3, Xbox 360                                                | Rockstar North          |
| 2014  | Dragon Age: Inquisition                 | Action-RPG           | Microsoft Windows, PlayStation 3, PlayStation 4, Xbox 360, Xbox One    | BioWare                 |
| 2015  | The Witcher 3: Wild Hunt                | Action-RPG           | Microsoft Windows, PlayStation 4, Xbox One                             | CD Projekt Red          |
| 2016  | Overwatch                               | First-person shooter | Microsoft Windows, PlayStation 4, Xbox One                             | Blizzard Entertainment  |
| 2017  | The Legend of Zelda: Breath of the Wild | Action-aventure      | Nintendo Switch, Wii U                                                 | Nintendo EPD            |
| 2018  | God of War                              | Action-aventure      | PlayStation 4                                                          | SIE Santa Monica Studio |
| 2019  | Sekiro: Shadows Die Twice               | Action-aventure      | Microsoft Windows, PlayStation 4, Xbox One                             | FromSoftware            |
| 2020  | The Last of Us Part II                  | Action-aventure      | PlayStation 4                                                          | Naughty Dog             |
| 2021  | It Takes Two                            | Aventure             | Microsoft Windows, PlayStation 5, PlayStation 4, Xbox One, Xbox Series | Hazelight Studios       |
| 2022  | Elden Ring                              | Action-RPG           | Microsoft Windows, PlayStation 4, PlayStation 5, Xbox One, Xbox Series | FromSoftware            |
| 2023  | Baldur's Gate III                       | Rôle                 | MacOS, Microsoft Windows, PlayStation 5, Xbox Series                   | Larian Studios          |
| 2024  | Astro Bot                               | Plates-formes        | PlayStation 5                                                          | Team Asobi              |

### Game Developers Choice Awards à la Game Developers Conference
| Année | Jeu de l'année                          | Genre                | Plateforme                                                          | Développement           |
| ----- | --------------------------------------- | -------------------- | ------------------------------------------------------------------- | ----------------------- |
| 2000  | Les Sims                                | Life simulation      | Mac OS, Microsoft Windows                                           | Maxis                   |
| 2001  | Grand Theft Auto III                    | Action-aventure      | PlayStation 2                                                       | DMA Design              |
| 2002  | Metroid Prime                           | Action-aventure      | GameCube                                                            | Retro Studios           |
| 2003  | Star Wars: Knights of the Old Republic  | Jeu vidéo de rôle    | Microsoft Windows, Xbox                                             | BioWare                 |
| 2004  | Half-Life 2                             | First-person shooter | Microsoft Windows                                                   | Valve                   |
| 2005  | Shadow of the Colossus                  | Action-aventure      | PlayStation 2                                                       | Team Ico                |
| 2006  | Gears of War                            | Third-person shooter | Xbox 360                                                            | Epic Games              |
| 2007  | Portal                                  | Puzzle-platformer    | Microsoft Windows, PlayStation 3, Xbox 360                          | Valve                   |
| 2008  | Fallout 3                               | Action-RPG           | Microsoft Windows, PlayStation 3, Xbox 360                          | Bethesda Game Studios   |
| 2009  | Uncharted 2: Among Thieves              | Action-aventure      | PlayStation 3                                                       | Naughty Dog             |
| 2010  | Red Dead Redemption                     | Action-aventure      | PlayStation 3, Xbox 360                                             | Rockstar San Diego      |
| 2011  | The Elder Scrolls V: Skyrim             | Action-RPG           | Microsoft Windows, PlayStation 3, Xbox 360                          | Bethesda Game Studios   |
| 2012  | Journey                                 | Jeu d'aventure       | PlayStation 3                                                       | Thatgamecompany         |
| 2013  | The Last of Us                          | Action-aventure      | PlayStation 3                                                       | Naughty Dog             |
| 2014  | Middle-earth: Shadow of Mordor          | Action-aventure      | Microsoft Windows, PlayStation 3, PlayStation 4, Xbox 360, Xbox One | Monolith Productions    |
| 2015  | The Witcher 3: Wild Hunt                | Action-RPG           | Microsoft Windows, PlayStation 4, Xbox One                          | CD Projekt Red          |
| 2016  | Overwatch                               | First-person shooter | Microsoft Windows, PlayStation 4, Xbox One                          | Blizzard Entertainment  |
| 2017  | The Legend of Zelda: Breath of the Wild | Action-aventure      | Nintendo Switch, Wii U                                              | Nintendo EPD            |
| 2018  | God of War                              | Action-aventure      | PlayStation 4                                                       | SIE Santa Monica Studio |

### Golden Joystick Awards[38]
| Année   | Jeu de l'année                          | Genre                | Plateforme                                                                                              | Développement         |
| ------- | --------------------------------------- | -------------------- | --- | --------------------- |
| 1983    | Jetpac                                  | Shooter              | Commodore VIC-20, ZX Spectrum                                                                           | Ultimate              |
| 1984    | Knight Lore                             | Action-adventure     | ZX Spectrum                                                                                             | Ultimate              |
| 1985    | Way of the Exploding Fist               | Combat               | Commodore 64                                                                                            | Beam Software         |
| 1986    | Gauntlet                                | Hack & Slash         | Arcade                                                                                                  | Atari Games           |
| 1987/88 | Out Run                                 | Racing               | Arcade, Sega Master System                                                                              | Sega AM2              |
| 1988/89 | 8-Bit: Operation Wolf                   | Shooting gallery     | Arcade, NES                                                                                             | Taito                 |
| 1988/89 | 16-Bit: Speedball                       | Sports               | Amiga, Atari ST, Commodore 64, Sega Master System                                                       | Bitmap Brothers       |
| 1989/90 | 8-Bit: The Untouchables                 | Shooter              | Amiga, Amstrad CPC, Commodore 64, ZX Spectrum                                                           | Ocean Software        |
| 1989/90 | 16-Bit: Kick Off                        | Sports               | Amiga, Amstrad CPC, Atari ST, ZX Spectrum                                                               | Dino Dini             |
| 1990/91 | 8-Bit: Rick Dangerous 2                 | Jeu de plates-formes | Amiga, Amstrad CPC, Atari ST, ZX Spectrum                                                               | Core Design           |
| 1990/91 | 16-Bit: Kick Off 2                      | Sports               | Amiga, Amstrad CPC, Atari ST, ZX Spectrum                                                               | Dino Dini             |
| 1991/92 | Sonic the Hedgehog                      | Jeu de plates-formes | Sega Master System, Sega Game Gear                                                                      | Ancient               |
| 1992/93 | Street Fighter II                       | Jeu de combat        | Amiga, Arcade, Atari ST, Commodore 64, Sega Genesis, SNES                                               | Capcom                |
| 1996/97 | Super Mario 64                          | Platformer           | Nintendo 64                                                                                             | Nintendo EAD          |
| 2002    | Grand Theft Auto III                    | Action-aventure      | PlayStation 2                                                                                           | DMA Design            |
| 2003    | Grand Theft Auto: Vice City             | Action-aventure      | PlayStation 2                                                                                           | Rockstar North        |
| 2004    | Doom 3                                  | First-person shooter | Linux, Microsoft Windows                                                                                | id Software           |
| 2005    | Grand Theft Auto: San Andreas           | Action-aventure      | PlayStation 2                                                                                           | Rockstar North        |
| 2006    | The Elder Scrolls IV: Oblivion          | Action-RPG           | Microsoft Windows, Xbox 360                                                                             | Bethesda Game Studios |
| 2007    | Gears of War                            | Third-person shooter | Xbox 360                                                                                                | Epic Games            |
| 2008    | Call of Duty 4: Modern Warfare          | First-person shooter | Microsoft Windows, PlayStation 3, Xbox 360                                                              | Infinity Ward         |
| 2009    | Fallout 3                               | Action-RPG           | Microsoft Windows, PlayStation 3, Xbox 360                                                              | Bethesda Game Studios |
| 2010    | Mass Effect 2                           | Action-RPG           | Microsoft Windows, PlayStation 3, Xbox 360                                                              | BioWare               |
| 2011    | Portal 2                                | Puzzle-platformer    | Microsoft Windows, OS X, PlayStation 3, Xbox 360                                                        | Valve                 |
| 2012    | The Elder Scrolls V: Skyrim             | Action-RPG           | Microsoft Windows, PlayStation 3, Xbox 360                                                              | Bethesda Game Studios |
| 2013    | Grand Theft Auto V                      | Action-aventure      | PlayStation 3, Xbox 360                                                                                 | Rockstar North        |
| 2014    | Dark Souls II                           | Action-RPG           | Microsoft Windows, PlayStation 3, Xbox 360                                                              | FromSoftware          |
| 2015    | The Witcher 3: Wild Hunt                | Action-RPG           | Microsoft Windows, PlayStation 4, Xbox One                                                              | CD Projekt Red        |
| 2016    | Dark Souls III                          | Action-RPG           | Microsoft Windows, PlayStation 4, Xbox One                                                              | FromSoftware          |
| 2017    | The Legend of Zelda: Breath of the Wild | Action-aventure      | Nintendo Switch, Wii U                                                                                  | Nintendo EPD          |
| 2018    | Fortnite Battle Royale                  | Battle royale        | Microsoft Windows, macOS, PlayStation 4, Xbox One, Nintendo Switch, iOS, Android                        | Epic Games            |
| 2019    | Resident Evil 2                         | Survival horror      | Microsoft Windows, PlayStation 4, Xbox One                                                              | Capcom                |
| 2020    | The Last of Us Part II                  | Action-Aventure      | PlayStation 4                                                                                           | Naughty Dog           |
| 2021    | Resident Evil Village                   | Survival horror      | Microsoft Windows, PlayStation 4, PlayStation 5, Xbox One, Xbox Series, Nintendo Switch (version cloud) | Capcom                |
| 2022    | Elden Ring                              | Action-RPG           | Microsoft Windows, Linux, PlayStation 4, PlayStation 5, Xbox One, Xbox Series                           | FromSoftware          |
| 2023    | Baldur's Gate III                       | RPG                  | Microsoft Windows, Linux, PlayStation 5, Xbox Series                                                    | Larian Studios        |
| 2024    | Black Myth Wukong                       | Action-RPG           | Microsoft Windows, Linux, PlayStation 5, Xbox Series                                                    | Game Science          |

### Indie Game Awards
La cérémonie des Indie Game Awards est organisée par le média Six One Indie et récompense les meilleurs jeux vidéo indépendants de l'année.
| Année | Jeu de l'année | Genre                           | Plateforme | Développement |
| ----- | -------------- | ------------------------------- | --- | ------------- |
| 2024  | Balatro        | Poker, deck-building, roguelite | Microsoft Windows, Linux, macOS, PlayStation 4, PlayStation 5, Xbox One, Xbox Series, Nintendo Switch, Android et iOS | LocalThunk    |

### Japan Game Awards (CESA Awards)[67]
| Année  | Jeu de l'année                            | Genre                | Plateforme                       | Développement                   |
| ------ | ----------------------------------------- | -------------------- | -------------------------------- | ------------------------------- |
| 1996   | Sakura Wars                               | Tactical RPG         | Sega Saturn                      | Overworks                       |
| 1997   | Final Fantasy VII                         | Jeu vidéo de rôle    | PlayStation                      | Square                          |
| 1998   | The Legend of Zelda: Ocarina of Time      | Action-aventure      | Nintendo 64                      | Nintendo EAD                    |
| 1999   | Doko Demo Issyo                           | Stratégie            | PlayStation                      | Sony Computer Entertainment     |
| 1999   | Final Fantasy VIII                        | Jeu vidéo de rôle    | PlayStation                      | Square                          |
| 2000   | Phantasy Star Online                      | Action-RPG           | Dreamcast                        | Sonic Team                      |
| 2001/2 | Final Fantasy X                           | Jeu vidéo de rôle    | PlayStation 2                    | Square                          |
| 2003   | Final Fantasy XI                          | MMORPG               | PlayStation 2, Microsoft Windows | Square                          |
| 2003   | Taiko no Tatsujin                         | Rhythm               | PlayStation 2                    | Namco                           |
| 2004   | Monster Hunter                            | Action-RPG           | PlayStation 2                    | Capcom                          |
| 2005   | Dragon Quest VIII                         | Jeu vidéo de rôle    | PlayStation 2                    | Level-5                         |
| 2006   | Final Fantasy XII                         | Jeu vidéo de rôle    | PlayStation 2                    | Square Enix                     |
| 2006   | Dr. Kawashima's Brain Training            | Puzzle               | Nintendo DS                      | Nintendo SDD                    |
| 2007   | Wii Sports                                | Sports               | Wii                              | Nintendo EAD                    |
| 2007   | Monster Hunter Portable 2nd               | Action-RPG           | PlayStation Portable             | Capcom                          |
| 2008   | Wii Fit                                   | Fitness              | Wii                              | Nintendo EAD                    |
| 2008   | Monster Hunter Portable 2nd G             | Action-RPG           | PlayStation Portable             | Capcom                          |
| 2009   | Metal Gear Solid 4: Guns of the Patriots  | Action-aventure      | PlayStation 3                    | Kojima Productions              |
| 2009   | Mario Kart Wii                            | Racing               | Wii                              | Nintendo EAD                    |
| 2010   | New Super Mario Bros. Wii                 | Platformer           | Wii                              | Nintendo EAD                    |
| 2011   | Monster Hunter Portable 3rd               | Action-RPG           | PlayStation Portable             | Capcom                          |
| 2012   | Gravity Rush                              | Action-aventure      | PlayStation Vita                 | Project Siren                   |
| 2012   | JoJo's Bizarre Adventure: All Star Battle | Combat               | PlayStation 3                    | CyberConnect2                   |
| 2013   | Animal Crossing: New Leaf                 | Social Simulation    | Nintendo 3DS                     | Nintendo EAD                    |
| 2014   | Monster Hunter 4                          | Action-RPG           | Nintendo 3DS                     | Capcom                          |
| 2014   | Yo-kai Watch                              | Jeu vidéo de rôle    | Nintendo 3DS                     | Level-5                         |
| 2015   | Yo-kai Watch 2                            | Jeu vidéo de rôle    | Nintendo 3DS                     | Level-5                         |
| 2016   | Splatoon                                  | Third-person shooter | Wii U                            | Nintendo EAD                    |
| 2017   | The Legend of Zelda: Breath of the Wild   | Action-aventure      | Nintendo Switch, Wii U           | Nintendo EPD                    |
| 2018   | Monster Hunter: World                     | Action-RPG           | PlayStation 4, Xbox One          | Capcom                          |
| 2019   | Super Smash Bros. Ultimate                | Combat               | Nintendo Switch                  | Bandai Namco Studios, Sora Ltd. |

### NAVGTR Awards
National Academy of Video Game Trade Reviewers.
| Année | Jeu de l'année                      | Genre                | Plateforme                                                          | Développement           |
| ----- | ----------------------------------- | -------------------- | ------------------------------------------------------------------- | ----------------------- |
| 2001  | Grand Theft Auto III                | Action-aventure      | PlayStation 2                                                       | DMA Design              |
| 2002  | Grand Theft Auto: Vice City         | Action-aventure      | PlayStation 2                                                       | Rockstar North          |
| 2003  | Prince of Persia: The Sands of Time | Action-aventure      | Game Boy Advance, PlayStation 2, GameCube, Xbox, Microsoft Windows  | Ubisoft Montreal        |
| 2004  | Half-Life 2                         | First-person shooter | Microsoft Windows                                                   | Valve                   |
| 2005  | Shadow of the Colossus              | Action-aventure      | PlayStation 2                                                       | Team Ico                |
| 2006  | Ōkami                               | Action-aventure      | PlayStation 2 Wii                                                   | Clover Studio           |
| 2007  | BioShock                            | First-person shooter | Microsoft Windows, Xbox 360                                         | Irrational Games        |
| 2008  | LittleBigPlanet                     | Puzzle-platformer    | PlayStation 3                                                       | Media Molecule          |
| 2009  | Batman: Arkham Asylum               | Action-aventure      | Microsoft Windows, PlayStation 3, Xbox 360                          | Rocksteady Studios      |
| 2010  | Red Dead Redemption                 | Action-aventure      | PlayStation 3, Xbox 360                                             | Rockstar San Diego      |
| 2011  | Minecraft                           | Sandbox              | Microsoft Windows, OS X, Linux, Android, IOS                        | Mojang                  |
| 2012  | Journey                             | Jeu d'aventure       | PlayStation 3                                                       | Thatgamecompany         |
| 2013  | The Last of Us                      | Action-aventure      | PlayStation 3                                                       | Naughty Dog             |
| 2014  | Dragon Age: Inquisition             | Action-RPG           | Microsoft Windows, PlayStation 3, PlayStation 4, Xbox 360, Xbox One | BioWare                 |
| 2015  | The Witcher 3: Wild Hunt            | Action-RPG           | Microsoft Windows, PlayStation 4, Xbox One                          | CD Projekt Red          |
| 2016  | Overwatch                           | First-person shooter | Microsoft Windows, PlayStation 4, Xbox One                          | Blizzard Entertainment  |
| 2017  | Super Mario Odyssey                 | Platform             | Nintendo Switch                                                     | Nintendo EAD            |
| 2018  | God of War                          | Action-aventure      | PlayStation 4                                                       | SIE Santa Monica Studio |

### SXSW Gaming Awards
| Année | Jeu de l'année                          | Genre           | Plateforme                                                          | Développement           |
| ----- | --------------------------------------- | --------------- | ------------------------------------------------------------------- | ----------------------- |
| 2013  | The Last of Us                          | Action-aventure | PlayStation 3                                                       | Naughty Dog             |
| 2014  | Dragon Age: Inquisition                 | Action-RPG      | Microsoft Windows, PlayStation 3, PlayStation 4, Xbox 360, Xbox One | BioWare                 |
| 2015  | The Witcher 3: Wild Hunt                | Action-RPG      | Microsoft Windows, PlayStation 4, Xbox One                          | CD Projekt Red          |
| 2016  | Uncharted 4: A Thief's End              | Action-aventure | PlayStation 4                                                       | Naughty Dog             |
| 2017  | The Legend of Zelda: Breath of the Wild | Action-aventure | Nintendo Switch, Wii U                                              | Nintendo EPD            |
| 2018  | God of War                              | Action-aventure | PlayStation 4                                                       | SIE Santa Monica Studio |

## Médias

### Ars Technica
| Année | Jeu de l'année          | Genre                | Développement          |
| ----- | ----------------------- | -------------------- | ---------------------- |
| 2012  | Dishonored              | Action-aventure      | Arkane Studios         |
| 2013  | Papers, Please          | Puzzle               | 3909 LLC               |
| 2014  | Dragon Age: Inquisition | Action-RPG           | BioWare                |
| 2015  | Rocket League           | Sports               | Psyonix                |
| 2016  | Overwatch               | First-person shooter | Blizzard Entertainment |
| 2017  | Super Mario Odyssey     | Platformer           | Nintendo EPD           |
| 2018  | Celeste                 | Platformer           | Matt Makes Games       |
| 2019  | Control                 | Action-aventure      | Remedy Entertainment   |

### Destructoid
| Année | Jeu de l'année                          | Genre                | Plateforme                                 | Développement           |
| ----- | --------------------------------------- | -------------------- | ------------------------------------------ | ----------------------- |
| 2007  | BioShock                                | First-person shooter | Microsoft Windows, Xbox 360                | Irrational Games        |
| 2008  | Left 4 Dead                             | First-person shooter | Microsoft Windows, Xbox 360                | Valve                   |
| 2009  | Uncharted 2: Among Thieves              | Action-aventure      | PlayStation 3                              | Naughty Dog             |
| 2010  | Super Mario Galaxy 2                    | Platform             | Wii                                        | Nintendo EAD            |
| 2011  | Portal 2                                | Puzzle-platform      | Microsoft Windows, PlayStation 3, Xbox 360 | Valve                   |
| 2012  | The Walking Dead                        | Graphic adventure    | Microsoft Windows, PlayStation 3, Xbox 360 | Telltale Games          |
| 2013  | The Last of Us                          | Action-aventure      | PlayStation 3                              | Naughty Dog             |
| 2014  | Bayonetta 2                             | Hack 'n' slash       | Wii U                                      | PlatinumGames           |
| 2015  | Bloodborne                              | Action-RPG           | PlayStation 4                              | FromSoftware            |
| 2016  | Overwatch                               | First-person shooter | Microsoft Windows, PlayStation 4, Xbox One | Blizzard Entertainment  |
| 2017  | The Legend of Zelda: Breath of the Wild | Action-aventure      | Nintendo Switch, Wii U                     | Nintendo EPD            |
| 2018  | God of War                              | Action-aventure      | PlayStation 4                              | SIE Santa Monica Studio |
| 2019  | The Outer Worlds                        | Action-RPG           | Microsoft Windows, PlayStation 4, Xbox One | Obsidian Entertainment  |

### Easy Allies(GameTrailers)[117],[118]
| Année | Jeu de l'année                          | Genre                | Plateforme                                 | Développement           |
| ----- | --------------------------------------- | -------------------- | ------------------------------------------ | ----------------------- |
| 2005  | Resident Evil 4                         | Survival horror      | GameCube, PlayStation 2                    | Capcom                  |
| 2006  | The Legend of Zelda: Twilight Princess  | Action-aventure      | GameCube, Wii                              | Nintendo EAD            |
| 2007  | Super Mario Galaxy                      | Platformer           | Wii                                        | Nintendo EAD            |
| 2008  | Grand Theft Auto IV                     | Action-aventure      | Microsoft Windows, PlayStation 3, Xbox 360 | Rockstar North          |
| 2009  | Call of Duty: Modern Warfare 2          | First-person shooter | Microsoft Windows, PlayStation 3, Xbox 360 | Infinity Ward           |
| 2010  | Mass Effect 2                           | Action-RPG           | Microsoft Windows, PlayStation 3, Xbox 360 | BioWare                 |
| 2011  | Uncharted 3: Drake's Deception          | Action-aventure      | PlayStation 3                              | Naughty Dog             |
| 2012  | XCOM: Enemy Unknown                     | Turn-based tactics   | Microsoft Windows, PlayStation 3, Xbox 360 | Firaxis Games           |
| 2013  | The Last of Us                          | Action-aventure      | PlayStation 3                              | Naughty Dog             |
| 2014  | Hearthstone: Heroes of Warcraft         | Collectible card     | Android, iOS, Microsoft Windows, OS X      | Blizzard Entertainment  |
| 2015  | Bloodborne                              | Action-RPG           | PlayStation 4                              | FromSoftware            |
| 2016  | The Last Guardian                       | Action-aventure      | PlayStation 4                              | SIE Japan Studio        |
| 2017  | The Legend of Zelda: Breath of the Wild | Action-aventure      | Nintendo Switch, Wii U                     | Nintendo EPD            |
| 2018  | God of War                              | Action-aventure      | PlayStation 4                              | SIE Santa Monica Studio |
| 2019  | Sekiro: Shadows Die Twice               | Action-aventure      | Microsoft Windows, PlayStation 4, Xbox One | FromSoftware            |

### Edge[126]
| Année | Jeu de l'année                          | Genre                | Plateforme                                 | Développement    |
| ----- | --------------------------------------- | -------------------- | ------------------------------------------ | ---------------- |
| 1998  | The Legend of Zelda: Ocarina of Time    | Action-aventure      | Nintendo 64                                | Nintendo EAD     |
| 2002  | Metroid Prime                           | Action-aventure      | GameCube                                   | Retro Studios    |
| 2004  | Half-Life 2                             | First-person shooter | Microsoft Windows                          | Valve            |
| 2005  | Resident Evil 4                         | Survival horror      | GameCube, PlayStation 2                    | Capcom           |
| 2006  | Final Fantasy XII                       | Jeu vidéo de rôle    | PlayStation 2                              | Square Enix      |
| 2007  | Super Mario Galaxy                      | Platformer           | Wii                                        | Nintendo EAD     |
| 2008  | Grand Theft Auto IV                     | Action-aventure      | Microsoft Windows, PlayStation 3, Xbox 360 | Rockstar North   |
| 2009  | Borderlands                             | Action-RPG           | Microsoft Windows, PlayStation 3, Xbox 360 | Gearbox Software |
| 2010  | Super Mario Galaxy 2                    | Platformer           | Wii                                        | Nintendo EAD     |
| 2011  | The Legend of Zelda: Skyward Sword      | Action-aventure      | Wii                                        | Nintendo EAD     |
| 2012  | Dishonored                              | Action-aventure      | Microsoft Windows, PlayStation 3, Xbox 360 | Arkane Studios   |
| 2013  | Grand Theft Auto V                      | Action-aventure      | PlayStation 3, Xbox 360                    | Rockstar North   |
| 2014  | Bayonetta 2                             | Action               | Wii U                                      | PlatinumGames    |
| 2015  | Bloodborne                              | Action-RPG           | PlayStation 4                              | FromSoftware     |
| 2016  | The Last Guardian                       | Action-aventure      | PlayStation 4                              | SIE Japan Studio |
| 2017  | The Legend of Zelda: Breath of the Wild | Action-aventure      | Nintendo Switch, Wii U                     | Nintendo EPD     |
| 2018  | Red Dead Redemption 2                   | Action-aventure      | PlayStation 4, Xbox One                    | Rockstar Studios |
| 2019  | Outer Wilds                             | Action-aventure      | Microsoft Windows, PlayStation 4, Xbox One | Mobius Digital   |

### Electronic Gaming Monthly
| Année | Jeu de l'année                          | Genre                | Plateforme                                                          | Développement          |
| ----- | --------------------------------------- | -------------------- | ------------------------------------------------------------------- | ---------------------- |
| 1988  | Double Dragon                           | Beat 'em up          | Arcade, NES, SMS                                                    | Technōs Japan          |
| 1989  | Ghouls 'n Ghosts                        | Platform             | Arcade, Sega Genesis                                                | Capcom                 |
| 1990  | Strider                                 | Platform             | Arcade, Sega Genesis                                                | Capcom                 |
| 1991  | Sonic the Hedgehog                      | Platformer           | Sega Genesis                                                        | Sonic Team             |
| 1992  | Street Fighter II: The World Warrior    | Combat               | Arcade, SNES                                                        | Capcom                 |
| 1993  | Samurai Shodown                         | Combat               | Arcade, Neo-Geo                                                     | SNK                    |
| 1994  | Donkey Kong Country                     | Platformer           | SNES                                                                | Rare                   |
| 1995  | Twisted Metal,                          | Vehicular combat     | PlayStation                                                         | SingleTrac             |
| 1996  | Super Mario 64                          | Platformer           | Nintendo 64                                                         | Nintendo EAD           |
| 1997  | GoldenEye 007                           | First-person shooter | Nintendo 64                                                         | Rare                   |
| 1998  | The Legend of Zelda: Ocarina of Time    | Action-aventure      | Nintendo 64                                                         | Nintendo EAD           |
| 1999  | Soul Calibur                            | Combat               | Sega Dreamcast                                                      | Namco                  |
| 2000  | Tony Hawk's Pro Skater 2                | Sports               | PlayStation, Nintendo 64, Game Boy Color, Dreamcast                 | Neversoft              |
| 2001  | Halo: Combat Evolved                    | First-person shooter | Xbox                                                                | Bungie                 |
| 2002  | Metroid Prime                           | Action-aventure      | GameCube                                                            | Retro Studios          |
| 2003  | Prince of Persia: The Sands of Time     | Action-aventure      | Game Boy Advance, PlayStation 2, GameCube, Xbox, Microsoft Windows  | Ubisoft Montreal       |
| 2004  | Halo 2                                  | First-person shooter | Xbox                                                                | Bungie                 |
| 2005  | Resident Evil 4                         | Survival horror      | GameCube, PlayStation 2                                             | Capcom                 |
| 2006  | The Legend of Zelda: Twilight Princess  | Action-aventure      | GameCube, Wii                                                       | Nintendo EAD           |
| 2007  | BioShock                                | First-person shooter | Microsoft Windows, Xbox 360                                         | Irrational Games       |
| 2008  | Grand Theft Auto IV                     | Action-aventure      | Microsoft Windows, PlayStation 3, Xbox 360                          | Rockstar North         |
| 2009  | Uncharted 2: Among Thieves              | Action-aventure      | PlayStation 3                                                       | Naughty Dog            |
| 2010  | Red Dead Redemption                     | Action-aventure      | PlayStation 3, Xbox 360                                             | Rockstar San Diego     |
| 2011  | The Elder Scrolls V: Skyrim             | Action-RPG           | Microsoft Windows, PlayStation 3, Xbox 360                          | Bethesda Game Studios  |
| 2012  | Far Cry 3                               | First-person shooter | Microsoft Windows, PlayStation 3, Xbox 360                          | Ubisoft Montreal       |
| 2013  | BioShock Infinite                       | First-person shooter | Microsoft Windows, PlayStation 3, Xbox 360                          | Irrational Games       |
| 2014  | Dragon Age: Inquisition                 | Action-RPG           | Microsoft Windows, PlayStation 3, PlayStation 4, Xbox 360, Xbox One | BioWare                |
| 2015  | The Witcher 3: Wild Hunt                | Action-RPG           | Microsoft Windows, PlayStation 4, Xbox One                          | CD Projekt Red         |
| 2016  | Overwatch                               | First-person shooter | Microsoft Windows, PlayStation 4, Xbox One                          | Blizzard Entertainment |
| 2017  | The Legend of Zelda: Breath of the Wild | Action-aventure      | Nintendo Switch, Wii U                                              | Nintendo EPD           |
| 2018  | Red Dead Redemption 2                   | Action-aventure      | PlayStation 4, Xbox One                                             | Rockstar Studios       |
| 2019  | Control                                 | Action-aventure      | Microsoft Windows, PlayStation 4, Xbox One                          | Remedy Entertainment   |

### Empire[152]
| Année | Jeu de l'année             | Genre           | Plateforme                                 | Développement           |
| ----- | -------------------------- | --------------- | ------------------------------------------ | ----------------------- |
| 2014  | Dark Souls II              | Action-RPG      | Microsoft Windows, PlayStation 3, Xbox 360 | FromSoftware            |
| 2015  | Bloodborne                 | Action-RPG      | PlayStation 4                              | FromSoftware            |
| 2016  | Uncharted 4: A Thief's End | Action-aventure | PlayStation 4                              | Naughty Dog             |
| 2017  | Super Mario Odyssey        | Platform        | Nintendo Switch                            | Nintendo EAD            |
| 2018  | God of War                 | Action-aventure | PlayStation 4                              | SIE Santa Monica Studio |
| 2019  | Resident Evil 2            | Action-aventure | Microsoft Windows, PlayStation 4, Xbox One | Capcom                  |

### Entertainment Weekly[159]
| Année | Jeu de l'année                          | Genre                | Plateforme                                                          | Développement           |
| ----- | --------------------------------------- | -------------------- | ------------------------------------------------------------------- | ----------------------- |
| 2007  | BioShock                                | First-person shooter | Microsoft Windows, Xbox 360                                         | Irrational Games        |
| 2008  | Wii Fit                                 | Fitness game         | Wii                                                                 | Nintendo EAD            |
| 2010  | Red Dead Redemption                     | Action-aventure      | PlayStation 3, Xbox 360                                             | Rockstar San Diego      |
| 2012  | Journey                                 | Jeu d'aventure       | PlayStation 3                                                       | Thatgamecompany         |
| 2013  | BioShock Infinite                       | First-person shooter | Microsoft Windows, PlayStation 3, Xbox 360                          | Irrational Games        |
| 2015  | Metal Gear Solid V: The Phantom Pain    | Action-aventure      | Microsoft Windows, PlayStation 3, PlayStation 4, Xbox 360, Xbox One | Kojima Productions      |
| 2016  | Inside                                  | Puzzle-platformer    | Microsoft Windows, PlayStation 4, Xbox One                          | Playdead                |
| 2017  | The Legend of Zelda: Breath of the Wild | Action-aventure      | Nintendo Switch, Wii U                                              | Nintendo EPD            |
| 2018  | God of War                              | Action-aventure      | PlayStation 4                                                       | SIE Santa Monica Studio |

### Eurogamer[161]
| Année | Jeu de l'année                          | Genre                | Plateforme                                       | Développement              |
| ----- | --------------------------------------- | -------------------- | ------------------------------------------------ | -------------------------- |
| 1999  | Unreal Tournament                       | First-person shooter | Microsoft Windows                                | Epic Games                 |
| 2000  | Deus Ex                                 | Action-RPG           | Microsoft Windows, Mac OS                        | Ion Storm                  |
| 2001  | Grand Theft Auto III                    | Action-aventure      | PlayStation 2                                    | DMA Design                 |
| 2002  | Ico                                     | Action-aventure      | PlayStation 2                                    | Team Ico                   |
| 2003  | Grand Theft Auto: Vice City             | Action-aventure      | PlayStation 2                                    | Rockstar North             |
| 2004  | Half-Life 2                             | First-person shooter | Microsoft Windows                                | Valve                      |
| 2005  | Psychonauts                             | Platformer           | Microsoft Windows, Xbox, PlayStation 2           | Double Fine Productions    |
| 2006  | Guitar Hero                             | Rhythm               | PlayStation 2                                    | Harmonix                   |
| 2007  | Portal                                  | Puzzle-platformer    | Microsoft Windows, PlayStation 3, Xbox 360       | Valve                      |
| 2008  | LittleBigPlanet                         | Puzzle-platformer    | PlayStation 3                                    | Media Molecule             |
| 2009  | Uncharted 2: Among Thieves              | Action-aventure      | PlayStation 3                                    | Naughty Dog                |
| 2010  | Mass Effect 2                           | Action-RPG           | Microsoft Windows, PlayStation 3, Xbox 360       | BioWare                    |
| 2011  | Portal 2                                | Puzzle-platformer    | Microsoft Windows, OS X, PlayStation 3, Xbox 360 | Valve                      |
| 2012  | Fez                                     | Puzzle-platformer    | Xbox 360                                         | Polytron Corporation       |
| 2013  | Super Mario 3D World                    | Platformer           | Wii U                                            | Nintendo EAD               |
| 2014  | Mario Kart 8                            | Racing               | Wii U                                            | Nintendo EAD               |
| 2015  | Bloodborne                              | Action-RPG           | PlayStation 4                                    | FromSoftware               |
| 2016  | Overwatch                               | First-person shooter | Microsoft Windows, PlayStation 4, Xbox One       | Blizzard Entertainment     |
| 2017  | The Legend of Zelda: Breath of the Wild | Action-aventure      | Nintendo Switch, Wii U                           | Nintendo EPD               |
| 2018  | Tetris Effect                           | Puzzle               | PlayStation 4, PlayStation VR                    | Monstars Inc. and Resonair |
| 2019  | Outer Wilds                             | Action-aventure      | Microsoft Windows, PlayStation 4, Xbox One       | Mobius Digital             |

### FamitsuAwards[165]
| Année | Jeu de l'année                                              | Genre                | Plateforme              | Développement                    |
| ----- | ----------------------------------------------------------- | -------------------- | ----------------------- | -------------------------------- |
| 1990  | Dragon Quest IV: Chapters of the Chosen                     | Jeu vidéo de rôle    | Famicom                 | Chunsoft                         |
| 2004  | Monster Hunter                                              | Action-RPG           | PlayStation 2           | Capcom                           |
| 2005  | Resident Evil 4                                             | Survival horror      | GameCube, PlayStation 2 | Capcom                           |
| 2005  | Kingdom Hearts II                                           | Action-RPG           | PlayStation 2           | Square Enix                      |
| 2006  | Final Fantasy XII                                           | Jeu vidéo de rôle    | PlayStation 2           | Square Enix                      |
| 2006  | Pokémon Diamant et Perle                                    | Jeu vidéo de rôle    | Nintendo DS             | Game Freak                       |
| 2007  | Super Mario Galaxy                                          | Platformer           | Wii                     | Nintendo EAD                     |
| 2007  | Monster Hunter Portable 2nd                                 | Action-RPG           | PlayStation Portable    | Capcom                           |
| 2008  | Monster Hunter Portable 2nd G                               | Action-RPG           | PlayStation Portable    | Capcom                           |
| 2009  | Dragon Quest IX: Sentinels of the Starry Skies              | Jeu vidéo de rôle    | Nintendo DS             | Level-5                          |
| 2010  | Monster Hunter Portable 3rd                                 | Action-RPG           | PlayStation Portable    | Capcom                           |
| 2011  | Monster Hunter Tri G                                        | Action-RPG           | Nintendo 3DS            | Capcom Production Studio 1       |
| 2012  | Animal Crossing: New Leaf                                   | Life simulation      | Nintendo 3DS            | Nintendo EAD                     |
| 2013  | Monster Hunter 4                                            | Action-RPG           | Nintendo 3DS            | Capcom                           |
| 2014  | Yo-kai Watch 2: "Pioneer & Originator" and "Star Performer" | Jeu vidéo de rôle    | Nintendo 3DS            | Level-5                          |
| 2015  | Splatoon                                                    | Third-person shooter | Wii U                   | Nintendo EAD                     |
| 2016  | Pokémon Sun and Moon                                        | Jeu vidéo de rôle    | Nintendo 3DS            | Game Freak                       |
| 2017  | The Legend of Zelda: Breath of the Wild                     | Action-aventure      | Wii U / Switch          | Nintendo EPD                     |
| 2017  | Dragon Quest XI: Echoes of an Elusive Age                   | Jeu vidéo de rôle    | 3DS / PS4               | Square Enix                      |
| 2018  | Monster Hunter: World                                       | Action-RPG           | PS4 / Xbox One / PC     | Capcom                           |
| 2018  | Super Smash Bros. Ultimate                                  | Combat               | Switch                  | Bandai Namco Studios / Sora Ltd. |

### Game Informer[173]
| Année | Jeu de l'année                            | Genre                | Plateforme                                                          | Développement                       |
| ----- | ----------------------------------------- | -------------------- | ------------------------------------------------------------------- | ----------------------------------- |
| 1992  | Street Fighter II                         | Combat               | SNES                                                                | Capcom                              |
| 1993  | Mortal Kombat                             | Combat               | SNES                                                                | Midway Games                        |
| 1994  | Donkey Kong Country                       | Platformer           | SNES                                                                | Rare                                |
| 1995  | Donkey Kong Country 2: Diddy Kong's Quest | Platformer           | SNES                                                                | Rare                                |
| 1996  | Super Mario 64                            | Platformer           | Nintendo 64                                                         | Nintendo EAD                        |
| 1997  | Final Fantasy VII                         | Jeu vidéo de rôle    | PlayStation                                                         | Square                              |
| 1998  | The Legend of Zelda: Ocarina of Time      | Action-aventure      | Nintendo 64                                                         | Nintendo EAD                        |
| 1999  | Tony Hawk's Pro Skater                    | Sports               | PlayStation, Nintendo 64, Game Boy Color, Dreamcast                 | Neversoft                           |
| 2000  | Tony Hawk's Pro Skater 2                  | Sports               | PlayStation, Microsoft Windows, Game Boy Color, Dreamcast           | Neversoft                           |
| 2001  | Metal Gear Solid 2: Sons of Liberty       | Action-aventure      | PlayStation 2                                                       | Konami Computer Entertainment Japan |
| 2002  | Grand Theft Auto: Vice City               | Action-aventure      | PlayStation 2                                                       | Rockstar North                      |
| 2003  | The Legend of Zelda: The Wind Waker       | Action-aventure      | GameCube                                                            | Nintendo EAD                        |
| 2004  | Halo 2                                    | First-person shooter | Xbox 360, Microsoft Windows                                         | Bungie                              |
| 2005  | Resident Evil 4                           | Survival horror      | GameCube, PlayStation 2                                             | Capcom                              |
| 2006  | The Legend of Zelda: Twilight Princess    | Action-aventure      | GameCube, Wii                                                       | Nintendo EAD                        |
| 2007  | BioShock                                  | First-person shooter | Microsoft Windows, Xbox 360                                         | Irrational Games                    |
| 2008  | Grand Theft Auto IV                       | Action-aventure      | Microsoft Windows, PlayStation 3, Xbox 360                          | Rockstar North                      |
| 2009  | Uncharted 2: Among Thieves                | Action-aventure      | PlayStation 3                                                       | Naughty Dog                         |
| 2010  | Red Dead Redemption                       | Action-aventure      | PlayStation 3, Xbox 360                                             | Rockstar San Diego                  |
| 2011  | The Elder Scrolls V: Skyrim               | Action-RPG           | Microsoft Windows, PlayStation 3, Xbox 360                          | Bethesda Game Studios               |
| 2012  | Mass Effect 3                             | Action-RPG           | Microsoft Windows, PlayStation 3, Xbox 360                          | BioWare                             |
| 2013  | The Last of Us                            | Action-aventure      | PlayStation 3                                                       | Naughty Dog                         |
| 2014  | Dragon Age: Inquisition                   | Action-RPG           | Microsoft Windows, PlayStation 3, PlayStation 4, Xbox 360, Xbox One | BioWare                             |
| 2015  | The Witcher 3: Wild Hunt                  | Action-RPG           | Microsoft Windows, PlayStation 4, Xbox One                          | CD Projekt Red                      |
| 2016  | Overwatch                                 | First-person shooter | Microsoft Windows, PlayStation 4, Xbox One                          | Blizzard Entertainment              |
| 2017  | The Legend of Zelda: Breath of the Wild   | Action-aventure      | Nintendo Switch, Wii U                                              | Nintendo EPD                        |
| 2018  | God of War                                | Action-aventure      | PlayStation 4                                                       | SIE Santa Monica Studio             |
| 2019  | Control                                   | Action-aventure      | Microsoft Windows, PlayStation 4, Xbox One                          | Remedy Entertainment                |

### GameSpot[178]
| Année | Jeu de l'année                                | Genre                | Plateforme                                                          | Développement             |
| ----- | --------------------------------------------- | -------------------- | ------------------------------------------------------------------- | ------------------------- |
| 1996  | Diablo                                        | Action-RPG           | Microsoft Windows                                                   | Blizzard North            |
| 1997  | Total Annihilation                            | Real-time strategy   | Microsoft Windows, Mac OS                                           | Cavedog Entertainment     |
| 1998  | Console: The Legend of Zelda: Ocarina of Time | Action-aventure      | Nintendo 64                                                         | Nintendo EAD              |
| 1998  | PC: Grim Fandango                             | Graphic adventure    | Microsoft Windows                                                   | LucasArts                 |
| 1999  | Console: Soulcalibur                          | Combat               | Arcade, Dreamcast                                                   | Namco                     |
| 1999  | PC: EverQuest                                 | MMORPG               | Microsoft Windows                                                   | Sony Online Entertainment |
| 2000  | Console: Chrono Cross                         | Role-playing         | PlayStation                                                         | Square                    |
| 2000  | PC: The Sims                                  | Life simulation      | Microsoft Windows, Mac OS                                           | Maxis                     |
| 2001  | Console: Grand Theft Auto III                 | Action-aventure      | PlayStation 2                                                       | DMA Design                |
| 2001  | PC: Serious Sam: The First Encounter          | First-person shooter | Microsoft Windows                                                   | Croteam                   |
| 2002  | Metroid Prime                                 | Action-aventure      | GameCube                                                            | Retro Studios             |
| 2003  | The Legend of Zelda: The Wind Waker           | Action-aventure      | GameCube                                                            | Nintendo EAD              |
| 2004  | World of Warcraft                             | MMORPG               | Microsoft Windows, OS X                                             | Blizzard Entertainment    |
| 2005  | Resident Evil 4                               | Survival horror      | GameCube, PlayStation 2                                             | Capcom                    |
| 2006  | Gears of War                                  | Third-person shooter | Xbox 360                                                            | Epic Games                |
| 2007  | Super Mario Galaxy                            | Platformer           | Wii                                                                 | Nintendo EAD              |
| 2008  | Metal Gear Solid 4: Guns of the Patriots      | Action-aventure      | PlayStation 3                                                       | Kojima Productions        |
| 2009  | Demon's Souls                                 | Action-RPG           | PlayStation 3                                                       | FromSoftware              |
| 2010  | Red Dead Redemption                           | Action-aventure      | PlayStation 3, Xbox 360                                             | Rockstar San Diego        |
| 2011  | The Elder Scrolls V: Skyrim                   | Action-RPG           | Microsoft Windows, PlayStation 3, Xbox 360                          | Bethesda Game Studios     |
| 2012  | Journey                                       | Jeu d'aventure       | PlayStation 3                                                       | Thatgamecompany           |
| 2013  | The Legend of Zelda: A Link Between Worlds    | Action-aventure      | Nintendo 3DS                                                        | Nintendo EAD              |
| 2014  | Middle-earth: Shadow of Mordor                | Action-aventure      | Microsoft Windows, PlayStation 3, PlayStation 4, Xbox 360, Xbox One | Monolith Productions      |
| 2015  | The Witcher 3: Wild Hunt                      | Action-RPG           | Microsoft Windows, PlayStation 4, Xbox One                          | CD Projekt Red            |
| 2016  | Overwatch                                     | First-person shooter | Microsoft Windows, PlayStation 4, Xbox One                          | Blizzard Entertainment    |
| 2017  | The Legend of Zelda: Breath of the Wild       | Action-aventure      | Nintendo Switch, Wii U                                              | Nintendo EPD              |
| 2018  | Red Dead Redemption 2                         | Action-aventure      | PlayStation 4, Xbox One                                             | Rockstar Studios          |
| 2019  | Sekiro: Shadows Die Twice                     | Action-aventure      | Microsoft Windows, PlayStation 4, Xbox One                          | FromSoftware              |
| 2020  | Half-Life: Alyx                               | First-person shooter | Microsoft Windows                                                   | Valve                     |

### GamesRadar+[208]
| Année | Jeu de l'année                          | Genre                | Plateforme                                                                                        | Développement           |
| ----- | --------------------------------------- | -------------------- | ------------------------------------------------------------------------------------------------- | ----------------------- |
| 2006  | The Legend of Zelda: Twilight Princess  | Action-aventure      | GameCube, Wii                                                                                     | Nintendo EAD            |
| 2007  | The Orange Box                          | First-person shooter | Microsoft Windows, Xbox 360, PlayStation 3, OS X, Linux                                           | Valve                   |
| 2008  | Fallout 3                               | Action-RPG           | Microsoft Windows, PlayStation 3, Xbox 360                                                        | Bethesda Game Studios   |
| 2009  | Batman: Arkham Asylum                   | Action-aventure      | Microsoft Windows, PlayStation 3, Xbox 360                                                        | Rocksteady Studios      |
| 2010  | Red Dead Redemption                     | Action-aventure      | PlayStation 3, Xbox 360                                                                           | Rockstar San Diego      |
| 2011  | Portal 2                                | Puzzle-platformer    | Microsoft Windows, OS X, PlayStation 3, Xbox 360                                                  | Valve                   |
| 2012  | The Walking Dead                        | Graphic adventure    | iOS, Microsoft Windows, OS X, PlayStation 3, Xbox 360                                             | Telltale Games          |
| 2013  | The Last of Us                          | Action-aventure      | PlayStation 3                                                                                     | Naughty Dog             |
| 2014  | Destiny                                 | Action-RPG           | PlayStation 3, PlayStation 4, Xbox 360, Xbox One                                                  | Bungie                  |
| 2015  | Metal Gear Solid V: The Phantom Pain    | Action-aventure      | Microsoft Windows, PlayStation 3, PlayStation 4, Xbox 360, Xbox One                               | Kojima Productions      |
| 2016  | Titanfall 2                             | First-person shooter | Microsoft Windows, PlayStation 4, Xbox One                                                        | Respawn Entertainment   |
| 2017  | The Legend of Zelda: Breath of the Wild | Action-aventure      | Nintendo Switch, Nintendo Wii U                                                                   | Nintendo EPD            |
| 2018  | God of War                              | Action-aventure      | PlayStation 4                                                                                     | SIE Santa Monica Studio |
| 2019  | Control                                 | Action-aventure      | Microsoft Windows, PlayStation 4, Xbox One                                                        | Remedy Entertainment    |
| 2020  | Hades                                   | Roguelike action-RPG | Microsoft Windows, Mac OS, Nintendo Switch, PlayStation 4, PlayStation 5, Xbox One et Xbox Series | Supergiant Games        |

### Giant Bomb[217]
| Année | Jeu de l'année                 | Genre              | Plateforme                                                          | Développement         |
| ----- | ------------------------------ | ------------------ | ------------------------------------------------------------------- | --------------------- |
| 2008  | Grand Theft Auto IV            | Action-aventure    | Microsoft Windows, PlayStation 3, Xbox 360                          | Rockstar North        |
| 2009  | Uncharted 2: Among Thieves     | Action-aventure    | PlayStation 3                                                       | Naughty Dog           |
| 2010  | Mass Effect 2                  | Action-RPG         | Microsoft Windows, PlayStation 3, Xbox 360                          | BioWare               |
| 2011  | The Elder Scrolls V: Skyrim    | Action-RPG         | Microsoft Windows, PlayStation 3, Xbox 360                          | Bethesda Game Studios |
| 2012  | XCOM: Enemy Unknown            | Turn-based tactics | Microsoft Windows, PlayStation 3, Xbox 360                          | Firaxis Games         |
| 2013  | The Last of Us                 | Action-aventure    | PlayStation 3                                                       | Naughty Dog           |
| 2014  | Middle-earth: Shadow of Mordor | Action-aventure    | Microsoft Windows, PlayStation 3, PlayStation 4, Xbox 360, Xbox One | Monolith Productions  |
| 2015  | Super Mario Maker              | Platformer         | Wii U                                                               | Nintendo EAD          |
| 2016  | Hitman                         | Stealth            | Microsoft Windows, PlayStation 4, Xbox One                          | IO Interactive        |
| 2017  | PlayerUnknown's Battlegrounds  | Battle royale      | Microsoft Windows, Xbox One                                         | PUBG Corporation      |
| 2018  | Tetris Effect                  | Puzzle             | PlayStation 4, PlayStation VR                                       | Monstars Inc./Resonai |
| 2019  | Outer Wilds                    | Action-aventure    | Microsoft Windows, PlayStation 4, Xbox One                          | Mobius Digital        |

### Hardcore Gamer
| Année | Jeu de l'année             | Genre                | Plateforme                                                                              | Développement           |
| ----- | -------------------------- | -------------------- | --------------------------------------------------------------------------------------- | ----------------------- |
| 2012  | Far Cry 3                  | First-person shooter | Microsoft Windows, PlayStation 3, Xbox 360                                              | Ubisoft                 |
| 2013  | The Last of Us             | Action-aventure      | PlayStation 3                                                                           | Naughty Dog             |
| 2014  | Dragon Age: Inquisition    | Action-RPG           | Microsoft Windows, PlayStation 3, PlayStation 4, Xbox 360, Xbox One                     | BioWare                 |
| 2015  | Tales from the Borderlands | Graphic adventure    | Android, iOS, Microsoft Windows, OS X, PlayStation 3, PlayStation 4, Xbox 360, Xbox One | Telltale Games          |
| 2016  | Owlboy                     | Platform-adventure   | Microsoft Windows, macOS, Linux, Nintendo Switch, PlayStation 4, Xbox One               | D-Pad Studio            |
| 2017  | Nier: Automata             | Action-RPG           | Microsoft Windows, PlayStation 4, Xbox One                                              | PlatinumGames           |
| 2018  | God of War                 | Action-aventure      | PlayStation 4                                                                           | SIE Santa Monica Studio |
| 2019  | Resident Evil 2            | Survival horror      | Microsoft Windows, PlayStation 4, Xbox One                                              | Capcom                  |

### IGN
| Année | Jeu de l'année                          | Genre                | Plateforme                                                          | Développement           |
| ----- | --------------------------------------- | -------------------- | ------------------------------------------------------------------- | ----------------------- |
| 2001  | Halo: Combat Evolved                    | First-person shooter | Xbox                                                                | Bungie                  |
| 2002  | Battlefield 1942                        | First-person shooter | Microsoft Windows                                                   | Digital Illusions CE    |
| 2003  | Star Wars: Knights of the Old Republic  | Jeu vidéo de rôle    | Microsoft Windows, Xbox                                             | BioWare                 |
| 2004  | Half-Life 2                             | First-person shooter | Microsoft Windows                                                   | Valve                   |
| 2005  | God of War                              | Action-aventure      | PlayStation 2                                                       | SCE Santa Monica Studio |
| 2006  | Ōkami                                   | Action-aventure      | PlayStation 2                                                       | Clover Studio           |
| 2007  | Super Mario Galaxy                      | Platformer           | Wii                                                                 | Nintendo EAD            |
| 2008  | Fallout 3                               | Action-RPG           | Microsoft Windows, PlayStation 3, Xbox 360                          | Bethesda Game Studios   |
| 2009  | Uncharted 2: Among Thieves              | Action-aventure      | PlayStation 3                                                       | Naughty Dog             |
| 2010  | Mass Effect 2                           | Action-RPG           | Microsoft Windows, Xbox 360, PlayStation 3                          | BioWare                 |
| 2011  | Portal 2                                | Puzzle-platformer    | Microsoft Windows, OS X, PlayStation 3, Xbox 360                    | Valve                   |
| 2012  | Journey                                 | Jeu d'aventure       | PlayStation 3                                                       | Thatgamecompany         |
| 2013  | The Last of Us                          | Action-aventure      | PlayStation 3                                                       | Naughty Dog             |
| 2014  | Dragon Age: Inquisition                 | Action-RPG           | Microsoft Windows, PlayStation 3, PlayStation 4, Xbox 360, Xbox One | BioWare                 |
| 2015  | The Witcher 3: Wild Hunt                | Action-RPG           | Microsoft Windows, PlayStation 4, Xbox One                          | CD Projekt Red          |
| 2016  | Overwatch                               | First-person shooter | Microsoft Windows, PlayStation 4, Xbox One                          | Blizzard Entertainment  |
| 2017  | The Legend of Zelda: Breath of the Wild | Action-aventure      | Nintendo Switch, Wii U                                              | Nintendo EPD            |
| 2018  | God of War                              | Action-aventure      | PlayStation 4                                                       | SIE Santa Monica Studio |
| 2019  | Control                                 | Action-aventure      | Microsoft Windows, PlayStation 4, Xbox One                          | Remedy Entertainment    |

### Polygon
| Année | Jeu de l'année                          | Genre                | Plateforme                                                          | Développement           |
| ----- | --------------------------------------- | -------------------- | ------------------------------------------------------------------- | ----------------------- |
| 2012  | The Walking Dead                        | Graphic adventure    | iOS, Microsoft Windows, OS X, PlayStation 3, Xbox 360               | Telltale Games          |
| 2013  | Gone Home                               | Jeu d'aventure       | Microsoft Windows, OS X, Linux                                      | The Fullbright Company  |
| 2014  | Dragon Age: Inquisition                 | Action-RPG           | Microsoft Windows, PlayStation 3, PlayStation 4, Xbox 360, Xbox One | BioWare                 |
| 2015  | Her Story                               | Interactive movie    | Microsoft Windows, OS X, iOS                                        | Sam Barlow              |
| 2016  | Doom                                    | First-person shooter | Microsoft Windows, PlayStation 4, Xbox One                          | id Software             |
| 2017  | The Legend of Zelda: Breath of the Wild | Action-aventure      | Nintendo Switch, Wii U                                              | Nintendo EPD            |
| 2018  | God of War                              | Action-aventure      | PlayStation 4                                                       | SIE Santa Monica Studio |
| 2019  | Outer Wilds                             | Action-aventure      | Microsoft Windows, PlayStation 4, Xbox One                          | Mobius Digital          |

### Time
| Année | Jeu de l'année                          | Genre                | Plateforme                                      | Développement           |
| ----- | --------------------------------------- | -------------------- | ----------------------------------------------- | ----------------------- |
| 2006  | Wii Sports                              | Sports               | Wii                                             | Nintendo EAD            |
| 2007  | Halo 3                                  | First-person shooter | Xbox 360                                        | Bungie                  |
| 2008  | Grand Theft Auto IV                     | Action-aventure      | Microsoft Windows, PlayStation 3, Xbox 360      | Rockstar North          |
| 2009  | Call of Duty: Modern Warfare 2          | First-person shooter | Microsoft Windows, PlayStation 3, Xbox 360      | Infinity Ward           |
| 2010  | Alan Wake                               | Action-aventure      | Xbox 360                                        | Remedy Entertainment    |
| 2011  | Minecraft                               | Sandbox              | Microsoft Windows, OS X, Linux, Android, iOS    | Mojang                  |
| 2012  | Guild Wars 2                            | MMORPG               | Microsoft Windows                               | ArenaNet                |
| 2013  | Grand Theft Auto V                      | Action-aventure      | PlayStation 3, Xbox 360                         | Rockstar North          |
| 2014  | 80 Days                                 | Interactive fiction  | iOS, Android                                    | Inkle                   |
| 2015  | Prune                                   | Puzzle               | iOS, Android                                    | Joel McDonald           |
| 2016  | The Witness                             | Puzzle               | Microsoft Windows, PlayStation 4, Xbox One, iOS | Thekla, Inc.            |
| 2017  | The Legend of Zelda: Breath of the Wild | Action-aventure      | Nintendo Switch, Wii U                          | Nintendo EPD            |
| 2018  | God of War                              | Action-aventure      | PlayStation 4                                   | SIE Santa Monica Studio |

### USgamer
| Année | Jeu de l'année                          | Genre                | Plateforme                                 | Développement          |
| ----- | --------------------------------------- | -------------------- | ------------------------------------------ | ---------------------- |
| 2015  | Super Mario Maker                       | Platform             | Wii U                                      | Nintendo EAD           |
| 2016  | Overwatch                               | First-person shooter | Microsoft Windows, PlayStation 4, Xbox One | Blizzard Entertainment |
| 2017  | The Legend of Zelda: Breath of the Wild | Action-aventure      | Nintendo Switch, Wii U                     | Nintendo EPD           |
| 2018  | Red Dead Redemption 2                   | Action-aventure      | PlayStation 4, Xbox One                    | Rockstar Studios       |
| 2019  | Disco Elysium                           | Jeu vidéo de rôle    | Microsoft Windows                          | ZA/UM                  |

### Yahoo!
| Année | Jeu de l'année                          | Genre             | Plateforme                                                          | Développement         |
| ----- | --------------------------------------- | ----------------- | ------------------------------------------------------------------- | --------------------- |
| 2007  | Super Mario Galaxy                      | Platformer        | Wii                                                                 | Nintendo EAD          |
| 2008  | Fallout 3                               | Action-RPG        | Microsoft Windows, PlayStation 3, Xbox 360                          | Bethesda Game Studios |
| 2009  | Uncharted 2: Among Thieves              | Action-aventure   | PlayStation 3                                                       | Naughty Dog           |
| 2010  | Red Dead Redemption                     | Action-aventure   | PlayStation 3, Xbox 360                                             | Rockstar San Diego    |
| 2011  | Batman: Arkham City                     | Action-aventure   | Microsoft Windows, PlayStation 3, Xbox 360                          | Rocksteady Studios    |
| 2012  | The Walking Dead                        | Graphic adventure | iOS, Microsoft Windows, OS X, PlayStation 3, Xbox 360               | Telltale Games        |
| 2013  | The Last of Us                          | Action-aventure   | PlayStation 3                                                       | Naughty Dog           |
| 2014  | Dragon Age: Inquisition                 | Action-RPG        | Microsoft Windows, PlayStation 3, PlayStation 4, Xbox 360, Xbox One | BioWare               |
| 2015  | The Witcher 3: Wild Hunt                | Action-RPG        | Microsoft Windows, PlayStation 4, Xbox One                          | CD Projekt Red        |
| 2017  | The Legend of Zelda: Breath of the Wild | Action-aventure   | Nintendo Switch, Wii U                                              | Nintendo EPD          |